# Pietro Sordi
Pietro Sordi (Gragnola, 19 novembre 1894 – Aulla, 26 settembre 1970) è stato un aviatore italiano, che combatté come pilota di idrovolanti da bombardamento e ricognizione nel corso della prima guerra mondiale, venendo decorato con la Medaglia d'argento al valor militare. Nel primo dopoguerra fu pilota d'idrovolanti da competizione, e prese parte alla prima Crociere aeree di massa della Regia Aeronautica effettuate tra il 1928 e il 1929. A causa della sua relazione con la scrittrice Liala fu costretto a lasciare il servizio attivo nel corso del 1932.

## Biografia

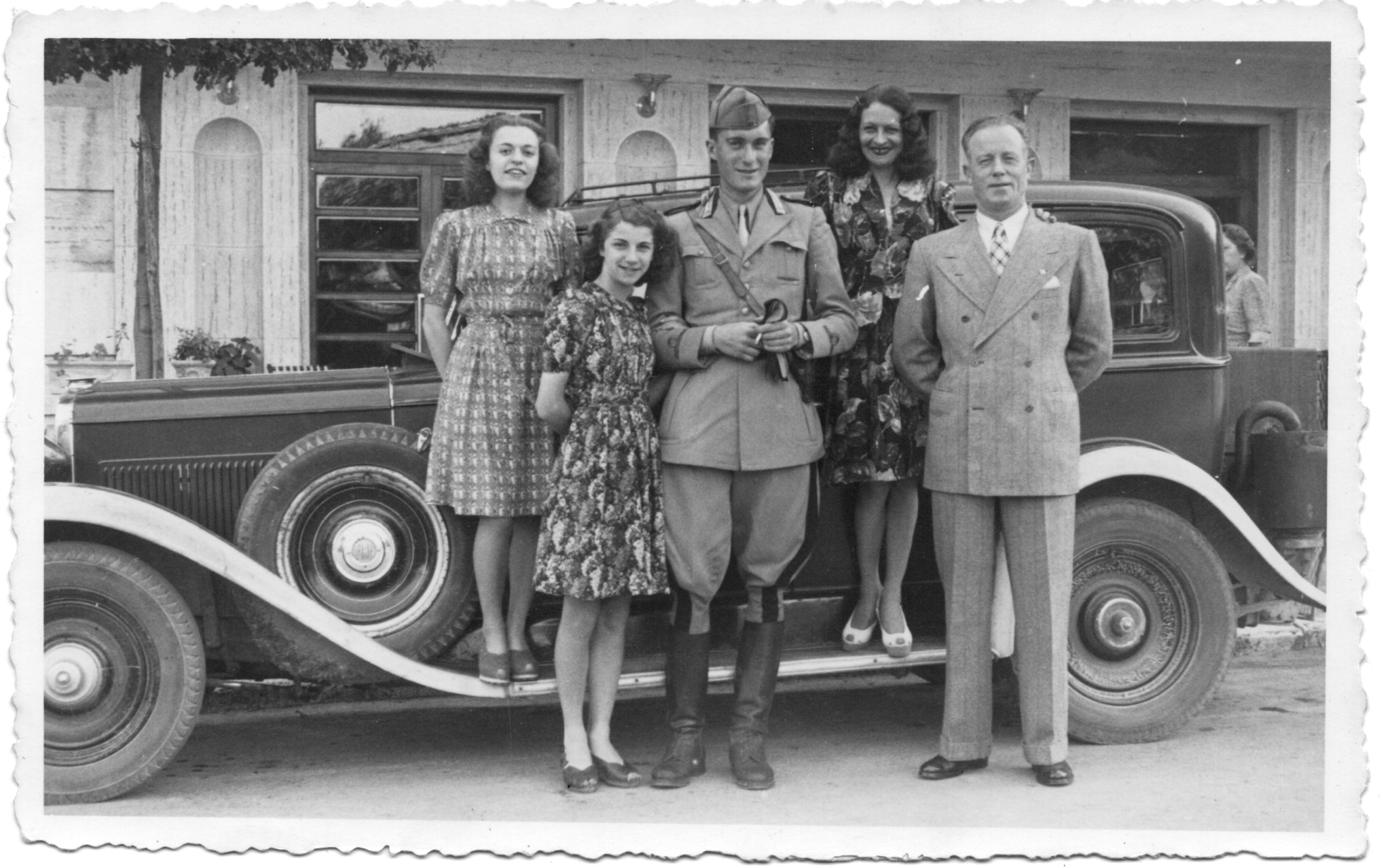
Pietro Sordi con il nipote Mario Pioli, Liala e le sue figlia a Chianciano, giugno 1943

Nacque ad Gragnola il 19 novembre 1894, all’interno di una famiglia di origini modeste, a 18 anni si arruolò come mozzo apprendista nella Regia Marina. Volontario nella prima guerra mondiale, conseguì il brevetto di pilota militare di idrovolanti e fu assegnato alla specialità della ricognizione e bombardamento.
Volle sostituire il fratello Vittorio (sottocapo cannoniere pilota della 251ª Squadriglia decorato di medaglia di bronzo al valor militare), deceduto in missione di guerra nel gennaio 1918 e fu dunque destinato alla 251ª Squadriglia, presso la stazione idrovolanti Miraglia di stanza a Venezia dove era in servizio al 1º giugno come 2° capo cannoniere. Gli furono conferite la Medaglia d'argento al valor militare e la Croce al merito di guerra.
Nel corso del 1923 passò nei ranghi della nascente Regia Aeronautica, diventandone uno degli ufficiali piloti più prestigiosi e decorati: nell'intervallo fra le due guerre stabilì vari primati nelle competizioni riservate agli idrovolanti e in particolare si distinse nella settimana idroaviatoria tenutasi a Napoli nel 1922.

Istruttore di volo per i cadetti dell'Accademia Aeronautica, fu insignito della medaglia "Fondatori" dell'Accademia stessa.
L'8 gennaio 1928 fu chiamato a Roma per esibirsi in volo al cospetto del Re dell'Afghanistan, Amānullāh Khān. Il sovrano, favorevolmente impressionato dall'esibizione dei piloti italiani, decise di far istruire i primi allievi piloti afghani presso l'Accademia Aeronautica italiana.
Partecipò nel 1928 e nel 1929 alle trasvolate mediterranee, importanti e inedite manifestazioni aviatorie che imposero l'Aeronautica italiana all'attenzione mondiale.
Il ministro dell'Aviazione Italo Balbo lo definì: "Una specie di gigante alto e biondo, formidabile pilota e navigatore di primo ordine".
Nella Crociera aerea del Mediterraneo Orientale il Tenente Sordi volava con la 191ª Squadriglia dell'86º Gruppo dell'8º Stormo.

### La relazione con la scrittrice Liala
Fu costretto a congedarsi nel 1932 perché aveva avviato una relazione con la nota scrittrice Liala, già coniugata con il conte Pompeo Cambiasi: le norme dell'epoca non consentivano che un ufficiale della Regia Aeronautica convivesse con una donna separata.
Fu egli, dunque, il pilota di idrovolanti che ispirò Liala e le fornì gli spunti per i suoi romanzi, ambientati nel mondo della Regia Aeronautica. Dopo la fine della convivenza con Pietro Sordi (durata dal 1930 al 1948), i romanzi di Liala non furono più ambientati nel mondo dell'Aeronautica ed ella iniziò a indicare il marchese Vittorio Centurione Scotto come suo ispiratore: la stessa critica letteraria ha sottolineato soltanto "le minuziose descrizioni estetizzanti di ambienti altoborghesi e aristocratici", ignorando i riferimenti alle classi sociali inferiori, riferimenti che nel periodo più precoce (1931-1949) dell'attività letteraria di Liala appaiono in maggiore evidenza, mentre la trama dei romanzi suggerisce che prima della nobiltà derivante dalla stirpe e dal censo esiste la nobiltà d'animo.
La pubblicazione storica fotografica sulla vita privata e carriera militare e sportiva del capitano della Regia Aeronautica Vittorio Centurione Scotto edita il 23 settembre 2018, conferma la relazione di Liala con Pietro Sordi, avvalorando l’infondatezza della relazione della stessa scrittrice col marchese genovese, del quale tramite lo stesso Sordi e popolani millesimesi, ebbe notizie per documentarsi e redigere i suoi romanzi romantici d’aviazione, dato che i due militari erano colleghi a Sesto Calende.
Si spense ad Aulla il 26 settembre 1970.